# 케빈 대톨라
케빈 대톨라(Kevin John Dattola, 1967년 11월 23일 ~ )는 LG 트윈스에서 뛰었던 미국의 전 야구 선수다.

## 같이 보기
- 1999년 LG 트윈스 시즌